# Bảo tàng Mikhail Kutuzov tại Bolesławiec
Bảo tàng Mikhail Kutuzov tại Bolesławiec (tiếng Ba Lan: Muzeum Michaiła Kutuzowa w Bolesławcu) là viện bảo tàng hiện không còn tồn tại, có trụ sở tại Bolesławiec. Bảo tàng được đơn vị Hồng quân trên địa bàn thành phố đưa vào vận hành. Bảo thàng tọa lạc tại số 14, đường Kutuzowa 14. Nơi đây năm 1813, thống chế Nga Mikhail Kutuzov qua đời vì bệnh thương hàn. 

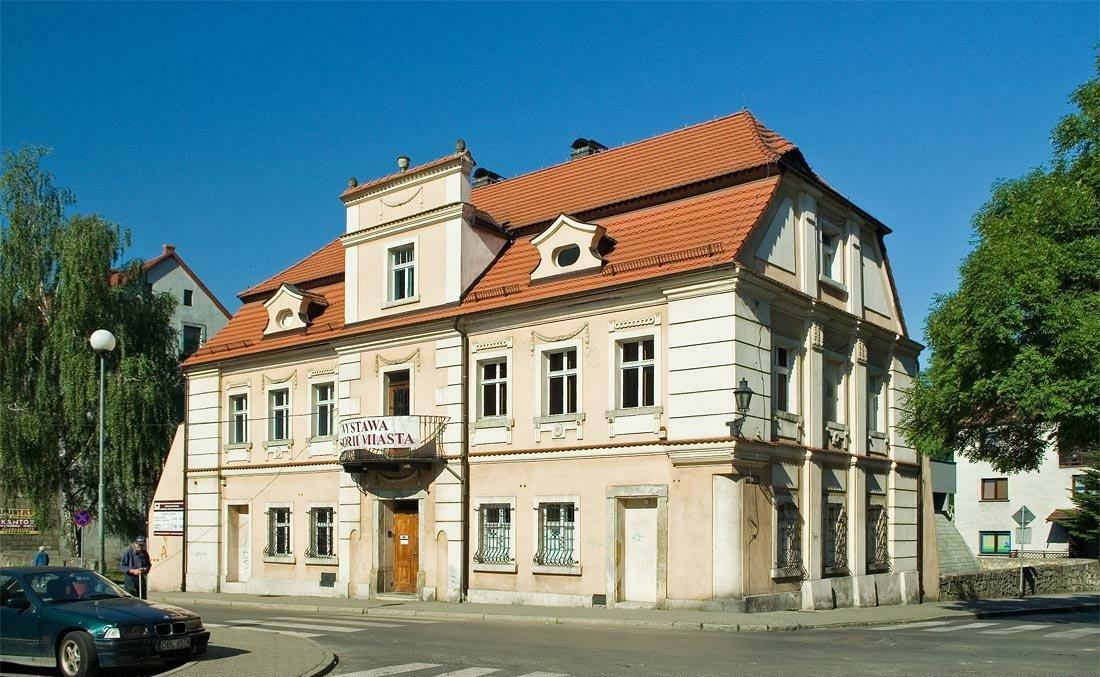
Bảo tàng cũ

Phía Nga cho xây dựng bảo tàng sau khi họ quản lý thị trấn Bolesławiec vào tháng 2 năm 1945. Đại tá Alexander Ipatov thuộc Hồng quân là người chỉ huy xây dựng. Bộ sưu tập của bảo tàng gồm đồ nội thất, tranh, đồ họa, gốm sứ và thiết bị quân sự (súng cầm tay, quân phục). Ngoài các hiện vật liên quan đến Kutuzów, cơ sở này còn tổ chức một cuộc triển lãm vinh danh Paweł Zaitsev - một trung úy Liên Xô lấy thân mình che hố ở boong ke. Vào những năm 1970, phía Nga cho xây dựng thêm một phòng chiếu phim vào tòa nhà bảo tàng, trình chiếu truyện và phim của Liên Xô dành cho trẻ em ("Hãy đợi đấy! ").
Bảo tàng đóng cửa vào năm 1991, một phần bộ sưu tập được vận chuyển về lãnh thổ Nga. Năm 2010, các tác phẩm được trưng bày như một phần của cuộc triển lãm tạm thời được tổ chức tại Bảo tàng Pháo binh, Binh chủng Công binh và Lực lượng Truyền thông ở Saint Petersburg. Một phần của bộ sưu tập bị thất lạc. Nhà chức trách Ba Lan không có khả năng tiếp quản các hiện vật đã thu thập được, vì trên thực tế, Bảo tàng Kutuzov được hưởng đặc quyền ngoài lãnh thổ (như các cơ quan ngoại giao).
Tòa nhà sau này được chuyển đổi thành Bảo tàng Gốm sứ tại Bolesławiec.